# Таушицький сільський округ
Тауши́цький сільський округ (каз. Таушық ауылдық округі, рос. Таушыкский сельский округ) — адміністративна одиниця у складі Тупкараганського району Мангистауської області Казахстану. Адміністративний центр та єдиний населений пункт — село Таушик.
Населення — 2765 осіб (2021; 2604 у 2009, 2116 у 1999, 1883 у 1989).
Станом на 1989 рік існувала Таучицька сільська рада (село Таучик).